# Oldsjön
Övre Oldsjön og Yttre Oldsjön er to søer i den nordlige del af Offerdals sogn, Krokoms kommun, Jämtland i Sverige. Övre Oldsjön er beliggende i Oldfjällen ved bjerget Oldklumpen. Långans forskellige kildefloder, Långsån, Oldån og Fisklösån, forenes i Yttre Oldsjön. Oldsjöarne afvandes af Långan som efter udløbet fra Yttre Oldsjön løber gennem Rönnösjön og Landösjön videre til Indalsälven.
Ved Oldsjöarna har der siden 1971-1975 været et vandkraftværk med to aggregater. Oldåaggregatet anvender faldhøjden mellem Övre Oldsjön og Yttre Oldsjön (cirka 260 meter) og Långsåaggregatet faldhøjden mellem Övre Lilla Mjölkvattnet og Yttre Oldsjön (cirka 200 meter). Kraftstationen er underjordisk og ligger ved Övre Oldsjöns udløb. Kraftværket ejes af Statkraft. 
På bjerget Storrun ved Övre Oldsjön har der siden 2009 været en vindkraftspark bestående af 12 store vindmøller. 

## Eksterne kilder og henvisninger
- Storrun vindpark
- Information om Oldens vandkraftværk

63°45′30″N 13°32′25″Ø / 63.75833°N 13.54028°Ø